# Pietari A. Autti
Pietari A. Autti, finski general, * 17. avgust 1893, Rovaniemi, † 23. oktober 1959, Rovaniemi.